# Jonathan Richter
Jonathan Richter (16 januari 1985) is een Deens voormalig betaald voetballer. Hij moest op 24-jarige leeftijd zijn sportloopbaan beëindigen omdat hij op 20 juli 2009 tijdens een vriendschappelijke wedstrijd tussen zijn club FC Nordsjælland en Hvidovre IF werd geraakt door de bliksem. Als gevolg hiervan moest zijn linkeronderbeen worden geamputeerd.
De blikseminslag veroorzaakte een hartstilstand  bij Richter, die daarop tien dagen kunstmatig in coma werd gehouden. De doktoren hoopten hem kort na het ongeval bij te kunnen brengen, maar zijn herstel verliep minder voorspoedig dan gehoopt.
Richters tweelingbroer Simon Richter is eveneens betaald voetballer. Ten tijde van het ongeluk stond ook hij onder contract bij FC Nordsjælland.

## Voetbalcarrière
| Seizoen | Club            | Competitie | Wedstrijden | Doelpunten |
| ------- | --------------- | ---------- | ----------- | ---------- |
| 2005-06 | FC Nordsjælland | SAS Ligaen | 14          | 1          |
| 2006-07 | FC Nordsjælland | SAS Ligaen | 16          | 3          |
| 2007-08 | FC Nordsjælland | SAS Ligaen | 13          | 1          |
| 2008-09 | FC Nordsjælland | SAS Ligaen | 26          | 4          |
| 2009/10 | FC Nordsjælland | SAS Ligaen | 1           | 0          |